# Kreis Groß Strehlitz

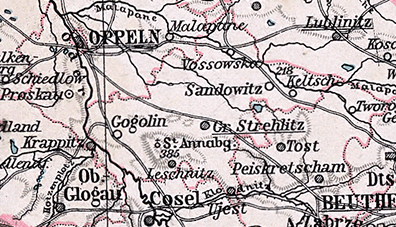
Der Kreis Groß Strehlitz auf einer Karte von 1905

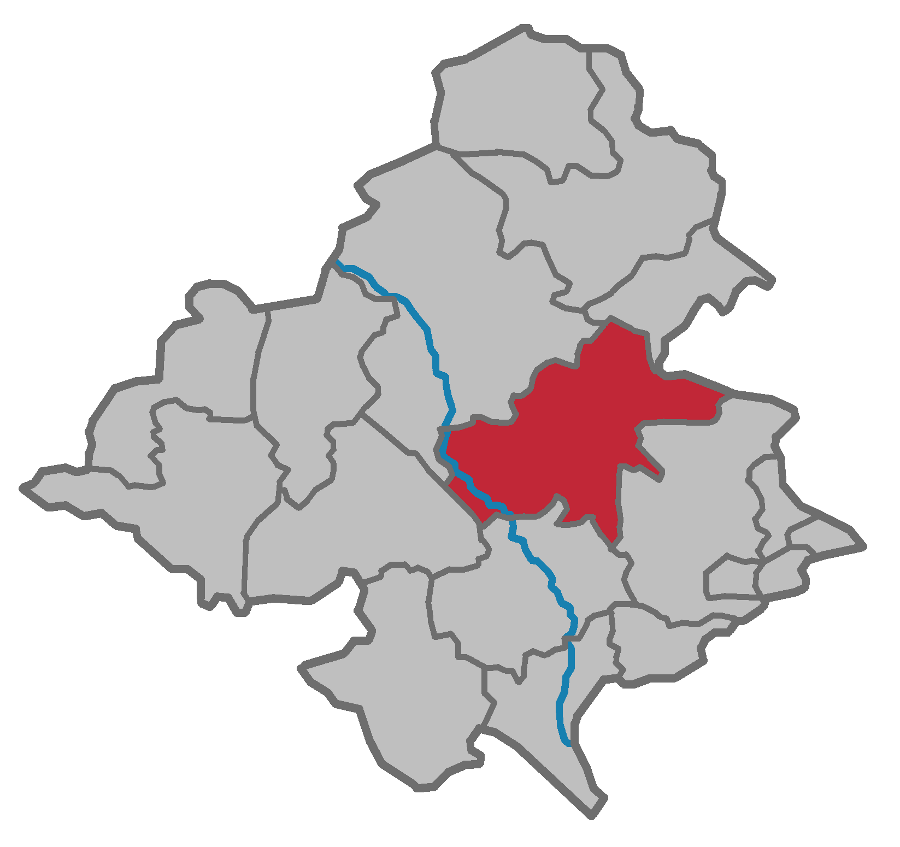
Lage des Kreises in der Provinz Oberschlesien

Der Kreis Groß Strehlitz war ein preußischer Landkreis in Oberschlesien, der in den Jahren 1743 bis 1945 bestand.
Seine Kreisstadt war die Stadt Groß Strehlitz. Das ehemalige Kreisgebiet liegt heute in der Woiwodschaft Opole in Polen.

## Verwaltungsgeschichte
Nach der Eroberung des größten Teils von Schlesien wurden von König Friedrich II. im Jahr 1742 in Niederschlesien und 1743 auch in Oberschlesien preußische Verwaltungsstrukturen eingeführt. Dazu gehörte die Einrichtung zweier Kriegs- und Domänenkammern in Breslau und Glogau sowie deren Gliederung in Kreise und die Einsetzung von Landräten. Die Ernennung der Landräte in den oberschlesischen Kreisen erfolgte auf einen Vorschlag des preußischen Ministers für Schlesien Ludwig Wilhelm von Münchow hin, dem Friedrich II. im Februar 1743 zustimmte.
Im Fürstentum Oppeln, einem der schlesischen Teilfürstentümer, wurden aus den alten schlesischen Weichbildern preußische Kreise gebildet, darunter auch der Kreis Groß Strehlitz. Als erster Landrat des Kreises Groß Strehlitz wurde Joseph Anton von Larisch eingesetzt. Der Kreis unterstand zunächst der Kriegs- und Domänenkammer Breslau und wurde im Zuge der Stein-Hardenbergischen Reformen dem Regierungsbezirk Oppeln der Provinz Schlesien zugeordnet.
Bei der Kreisreform vom 1. Januar 1818 im Regierungsbezirk Oppeln wurden die Grenzen des Kreises geändert:
- Die Dörfer Oberwitz und Roswadze wechselten aus dem Kreis Neustadt in den Kreis Groß Strehlitz.
- Die Dörfer Chorulla, Goradze, Grabow, Groß Stein, Klein Stein, Lowietzko, Mallnie, Ottmuth und Oderwanz wechselten aus dem Kreis Oppeln in den Kreis Groß Strehlitz.
- Die Stadt Ujest sowie die Dörfer Alt Ujest, Jarischau, Kaltwasser, Klutschau und Niesdrowitz wechselten aus dem Kreis Tost in den Kreis Groß Strehlitz.
- Die Dörfer Januschkowitz, Raschowa, Rokitsch und Wielmirzowitz wechselten aus dem Kreis Groß Strehlitz in den Kreis Cosel.[6]

Zum 8. November 1919 wurde die Provinz Schlesien aufgelöst und aus dem Regierungsbezirk Oppeln die neue Provinz Oberschlesien gebildet.
Bei der am 20. März 1921 im Rahmen des Versailler Vertrags durchgeführten Volksabstimmung in Oberschlesien votierte zwar eine knappe Mehrheit von 23.046 (50,7 %) zu 22.415 (49,3 %) Stimmen im Kreis Groß Strehlitz für den Anschluss an Polen, dennoch verblieb der gesamte Kreis durch die Beschlüsse der Pariser Botschafterkonferenz vollständig bei Deutschland.
Am 1. Januar 1927 wurden die Landgemeinden Heine und Mischline aus dem Kreis Groß Strehlitz in den Kreis Guttentag umgegliedert. Ende der 1920er Jahre fand im Kreis Groß Strehlitz entsprechend der Entwicklung im übrigen Freistaat Preußen eine Gebietsreform statt, bei der fast alle Gutsbezirke aufgelöst und benachbarten Landgemeinden zugeteilt wurden. Am 1. April 1938 wurden die preußischen Provinzen Niederschlesien und Oberschlesien zur neuen Provinz Schlesien zusammengeschlossen. Am 1. April 1939 wurde die Gemeinde Karmerau aus dem Landkreis Oppeln in den Kreis Groß Strehlitz umgegliedert. Zum 18. Januar 1941 wurde die Provinz Schlesien abermals aufgelöst und aus den Regierungsbezirken Kattowitz und Oppeln die neue Provinz Oberschlesien gebildet.
Im Februar 1945 eroberte die Roten Armee das Kreisgebiet und unterstellte es im März 1945 der Verwaltung der Volksrepublik Polen. Diese unterzog die Bewohner des Kreisgebiets einer „Verifizierung“, die für die Mehrheit der deutschsprachigen Bevölkerung die Vertreibung zur Folge hatte; den noch verbliebenen wurde der Gebrauch der deutschen Sprache verboten. Es begann der Zuzug von Polen, die zum Teil aus den an die Sowjetunion gefallenen Gebieten östlich der Curzon-Linie kamen.

## Einwohnerentwicklung
| Jahr | Einwohner | Quelle |
| ---- | --------- | ------ |
| 1795 | 18.247    | [ 9 ]  |
| 1819 | 24.697    | [ 10 ] |
| 1846 | 48.477    | [ 11 ] |
| 1871 | 61.264    | [ 12 ] |
| 1885 | 115.372   | [ 13 ] |
| 1900 | 71.522    | [ 14 ] |
| 1910 | 73.383    | [ 14 ] |
| 1925 | 77.638    | [ 15 ] |
| 1939 | 93.621    | [ 15 ] |

Bei der Volkszählung von 1910 bezeichneten sich 79 % der Einwohner des Kreises Groß Strehlitz als rein polnischsprachig und 17 % als rein deutschsprachig.
Bei der Volkszählung von 1939 waren 94 % der Einwohner katholisch und 5 % evangelisch.

## Landräte
1743–174800Franz Joseph Anton von Larisch
1752–175500Johann Wenzel von Schneckenhaus
1755–176300Carl August von Raczek
1763–176500Gottfried Diprand von Reibnitz
1765–176600Carl Andreas von Wehner
1766–177000Johann Carl Andreas von Arnold
1770–177200Johann Bernhard von Brixen und Montzel
1773–178000Ernst Wilhelm Benjamin von Korckwitz
1780–178400Peter Christoph Gotthilf von Baumgarten
1784–179000Franz Leopold von Larisch
1790–179300Johannes Ernst von Sack
1793–179700Gustav Johann von Welczeck
1797–181500von Ivernois
1815–183200von Crousaz
18320000000Liersz (kommissarisch)
18320000000Wilhelm Elsner
1832–184400von Thun
1844–184500Carl von Richthofen
1845–186900Ernst Bürde
1869–187400Carl Bischoff
1875–188300Carl Rudolph
1883–191700Viktor von Alten
1917–192600Alfred Grospietsch
1926–193300Clemens Werber
1933–193400Friedrich von Alten
1934–194000Walter Klausa
1940–194100Gerhard Behrend
1941–194300Heinz Theodor Schmidt (kommissarisch)
1943–194500Walter Schwarz

## Kommunalverfassung
Der Kreis Groß Strehlitz gliederte sich seit dem 19. Jahrhundert in die Städte Groß Strehlitz, Leschnitz (ab 1936: Bergstadt) und Ujest (ab 1936: Bischofstal), in Landgemeinden und selbständige Gutsbezirke. Mit Einführung des preußischen Gemeindeverfassungsgesetzes vom 15. Dezember 1933 sowie der Deutschen Gemeindeordnung vom 30. Januar 1935 wurde zum 1. April 1935 das Führerprinzip auf Gemeindeebene durchgesetzt. Eine neue Kreisverfassung wurde nicht mehr geschaffen; es galt weiterhin die Kreisordnung für die Provinzen Ost- und Westpreußen, Brandenburg, Pommern, Schlesien und Sachsen vom 19. März 1881.

## Verwaltungsstruktur

### Amtsbezirke
Der Kreis war um 1928 in die folgenden Amtsbezirke gegliedert:
- Blottnitz
- Chorulla
- Deschowitz
- Freivogtei Leschnitz (Freidorf)
- Gogolin
- Groß Stein
- Himmelwitz
- Kadlub
- Kalinowitz
- Keltsch
- Kolonnowska
- Ottmuth
- Rosmierka
- Salesche
- Sandowitz (später Zawadzki)
- Schimischow
- Schloß Groß Strehlitz (später Groß Strehlitz Land)
- Schloß Ujest (später Ujest Land)
- Stubendorf
- Wierchlesch
- Wyssoka (später Annaberg)
- Zyrowa

### Gemeinden
Der Kreis Groß Strehlitz umfasste 1928 drei Städte und 84 Landgemeinden:
- Adamowitz
- Alt Ujest
- Balzarowitz
- Blottnitz
- Boritsch
- Borowian
- Bresina
- Centawa
- Chorulla
- Deschowitz
- Dollna
- Dombrowka
- Gogolin
- Gonschiorowitz
- Goradze
- Grabow
- Gräflich Karmerau
- Grodisko
- Groß Pluschnitz
- Groß Stanisch
- Groß Stein
- Groß Strehlitz, Stadt
- Himmelwitz
- Jarischau
- Jeschona
- Kadlub
- Kadlubietz
- Kalinow
- Kalinowitz
- Kaltwasser
- Karlubitz
- Keltsch
- Klein Stanisch
- Klein Stein
- Klutschau
- Kolonnowska
- Krassowa
- Krempa
- Kroschnitz
- Kzienzowiesch
- Lasisk
- Leschnitz, Stadt
- Liebenhain
- Mallnie
- Mokrolohna
- Neudorf
- Nieder Ellguth
- Niesdrowitz
- Niewke
- Nogowschütz
- Ober Ellguth
- Oberwitz
- Oderwanz
- Oleschka
- Olschowa
- Oschiek
- Ottmuth
- Ottmütz
- Petersgrätz
- Poremba
- Posnowitz
- Rosmierka
- Rosmierz
- Rosniontau
- Roswadze
- Sakrau
- Salesche
- Sandowitz
- Sankt Annaberg
- Scharnosin
- Schedlitz
- Schewkowitz
- Schimischow
- Schironowitz
- Sprentschütz
- Stubendorf
- Suchau
- Sucho-Danietz
- Sucholohna
- Tschammer Ellguth
- Ujest, Stadt
- Waldhäuser
- Warmuntowitz
- Wierchlesche
- Wyssoka
- Zawadzki
- Żyrowa

Zum Kreis gehörte außerdem der gemeindefreie Forstgutsbezirk Malepartus.
Eingemeindungen bis 1939
- Adamowitz, am 30. September 1928 zu Groß Strehlitz
- Freidorf, am 1. April 1935 zu Leschnitz
- Gräflich Karmerau, am 1. Oktober 1939 zu Karmerau
- Hohenkirch, am 1. April 1939 zu Sankt Annaberg
- Leschnitz, Freivogtei, am 30. September 1928 zu Freidorf
- Mokrolohna, am 1. November 1928 zu Groß Strehlitz
- Schironowitz-Posadowsky, am 1. Januar 1933 zu Schironowitz
- Schironowitz-Renard, am 1. Januar 1933 zu Schironowitz
- Sucholohna, am 30. September 1928 zu Groß Strehlitz

## Ortsnamen
Im Jahre 1936 und vereinzelt auch schon früher fanden im Kreis Groß Strehlitz umfangreiche Änderungen und Eindeutschungen von Ortsnamen statt:
- Alt Ujest → Alt Bischofstal
- Balzarowitz → Schönwiese O.S.
- Blottnitz → Quellengrund
- Boritsch → Schildbach
- Borowian → Kruppamühle
- Bresina → Nieder Birken
- Centawa → Haldenau
- Chorulla → Steinfurt O.S.
- Deschowitz → Odertal O.S.
- Dollna → Niederkirch
- Dombrowka → Klein Eichen O.S.
- Gonschiorowitz → Quellental
- Goradze → Waldenstein
- Grabow → Weißbuchen
- Grodisko → Burghof
- Groß Pluschnitz → Marklinden
- Groß Stanisch → Groß Zeidel
- Jeschona → Eschendorf
- Kadlub → Starenheim
- Kadlubietz → Annatal
- Kalinow → Blütenau
- Kalinowitz → Elsenruh
- Karlubitz → Karlshorst O.S.
- Keltsch → Keilerswalde
- Klein Stanisch → Klein Zeidel
- Klutschau → Schlüsselgrund
- Kolonnowska → Grafenweiler
- Krassowa → Klein Walden
- Krempa → Ambach
- Kroschnitz → Auendorf
- Kzienzowiesch → Freidorf (vor 1928)
- Lasisk → Läsen
- Leschnitz → Bergstadt, Stadt
- Mallnie → Odergrund
- Niesdrowitz → Neubrücken
- Niewke → Groß Neuland
- Nogowschütz → Wangschütz
- Oderwanz → Oderhöh
- Oleschka → Nieder Erlen
- Olschowa → Erlenbusch O.S.
- Oschiek → Karlstal
- Poremba → Mariengrund
- Posnowitz → Einsiedel O.S.
- Rosmierka → Groß Maßdorf
- Rosmierz → Angerbach O.S.
- Rosniontau → Kurzbach
- Roswadze → Annengrund
- Salesche → Groß Walden
- Schedlitz → Alt Siedel
- Schewkowitz → Frauenfeld
- Schimischow → Heuerstein
- Schironowitz → Grünheide O.S.
- Suchau → Strelau
- Sucho-Danietz → Trockenfeld
- Ujest → Bischofstal, Stadt
- Warmuntowitz → Niedersteine O.S.
- Wierchlesch → Hohenwalde O.S.
- Wyssoka → Hohenkirch
- Zawadzki → Andreashütte
- Zyrowa → Buchenhöh